# 2022年アジア競技大会
2022年アジア競技大会（中: 杭州第十九届亚运会）は、中華人民共和国浙江省杭州市において2023年に開催された第19回アジア競技大会。

## 概要
中国オリンピック委員会は杭州が2015年8月招致に立候補し、その際立候補した唯一の都市であった。杭州は2015年9月に正式にOCA総会で開催都市として決定された。
招致提案書によると寧波、紹興、湖州も一部競技会場となる予定。大会は市内の鉄道建設も拡大し、都市間の移動も短縮される予定である。
しかし中国における新型コロナの流行などで2022年5月6日に大会開催期日を1年延期することがアジアオリンピック評議会（OCA）理事会にて決定され、7月19日に大会の新たな日程について「2023年9月23日から10月8日まで」と決定された

## マスコットとメダル
杭州の伝統と現代文化を象徴するロボット3体がマスコットに選定された。グループ名は詩人白居易の作品にちなみ「江南の記憶（江南忆）」とし、杭州の歴史文化と自然および創造性を示している。3体の名前はそれぞれ、チェンチェン（宸宸、Chenchen）、ツォンツォン（琮琮、Congcong）、リャンリャン（莲莲、Lianlian）。
2023年6月15日に公開されるこのメダルは、良渚文化に霊感を得て「湖山」と名付けられ、中国の江南文化と杭州の風景を表現している。

## 開会式
「アジアの潮流」をテーマに「国風雅韻」、「銭塘潮湧」、「携手同行」という3つの章を設ける。環境保護という概念のもとに、国際的な大規模スポーツ大会では初めて「デジタル花火」が打ち上げられる。

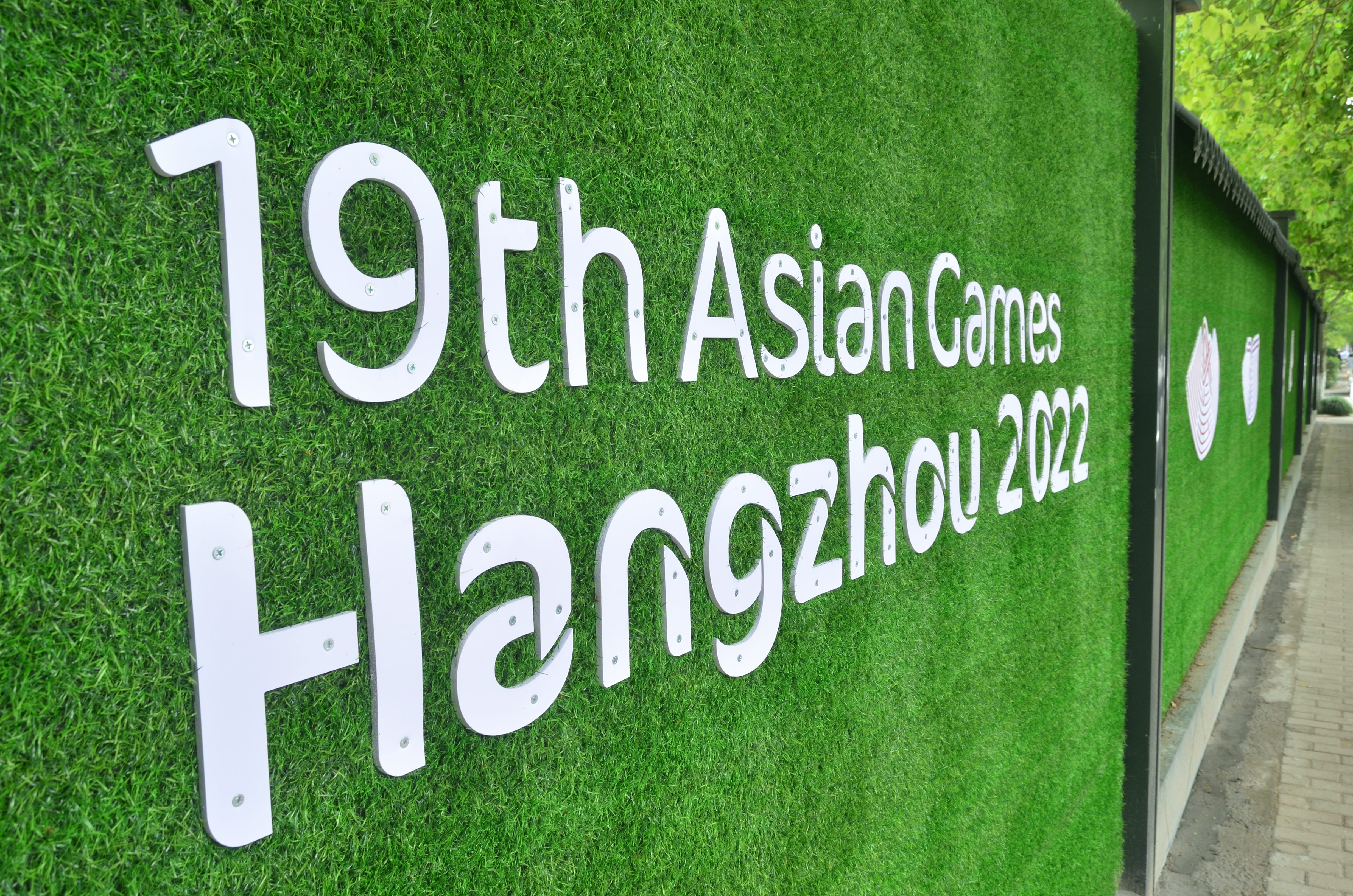
杭州の街角に設置されたアジア大会の広報板

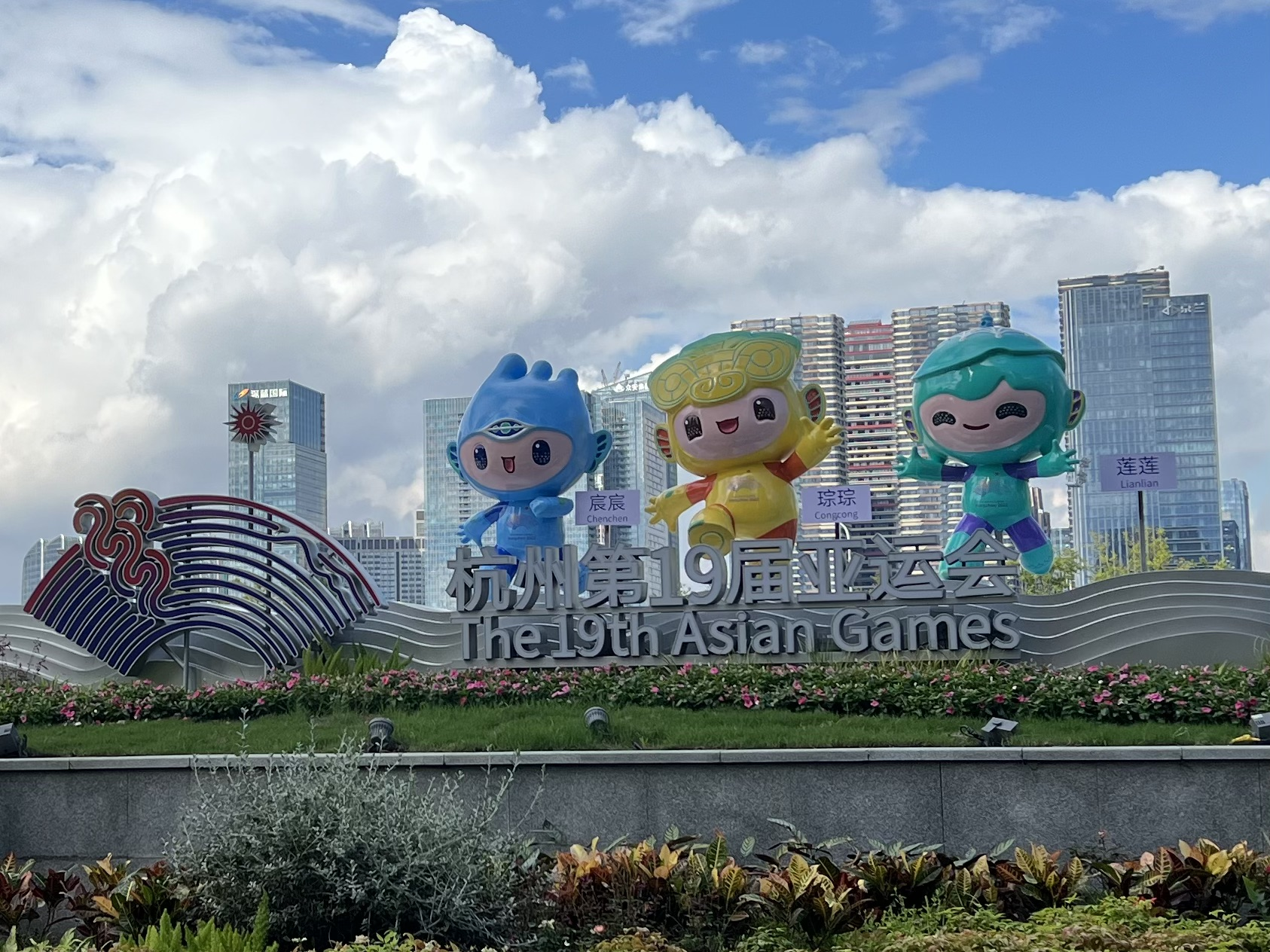
マスコットとエンブレム

## 会場建設とインフラ整備

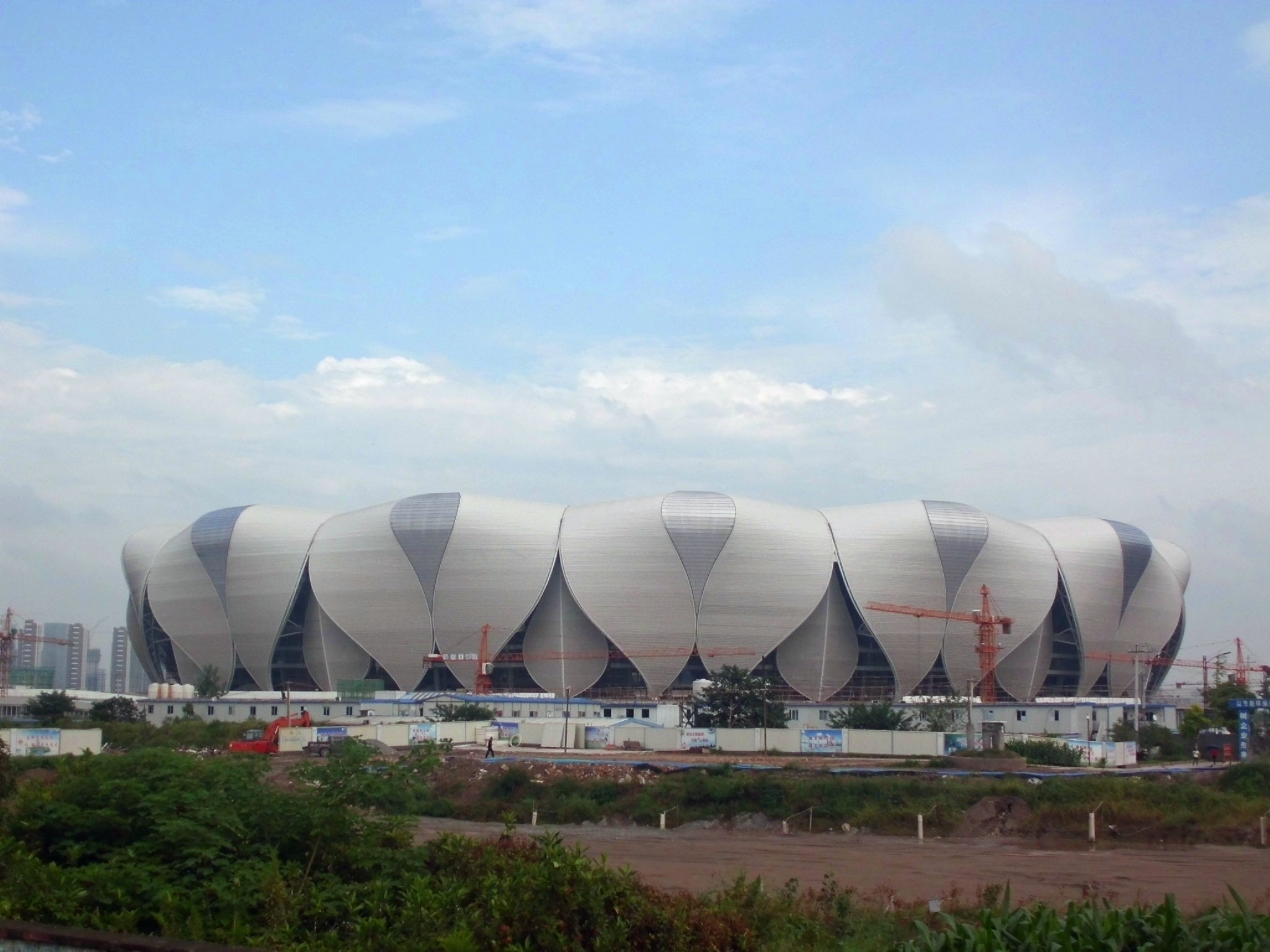
杭州オリンピック・スポーツ・エキスポセンタースタジアム

大会では54箇所の会場が使用される予定で、そのうち杭州市内の会場が40、市外（寧波市、温州市、金華市、紹興市、湖州市）の会場が14である。開閉会式は杭州オリンピック・スポーツ・エキスポセンターにて開催される見込み。

### 市内会場
- 杭州オリンピック・スポーツ・エキスポセンター
  - スタジアム： 開閉会式、陸上競技
  - 体育館： バスケットボール
  - 水泳場： 水泳（アーティスティックスイミング、飛込、競泳）
  - テニスセンター： ソフトテニス、テニス
  - スカッシュ場： スカッシュ
- 黄龍スポーツセンター
  - 水泳・飛込競技場： 水球
  - スタジアム： サッカー
  - 体育館： 体操（体操競技、新体操、トランポリン）
- 浙江工業大学（屏峰キャンパス）クリケット場： クリケット
- 西湖国際ゴルフ場： ゴルフ
- 浙江大学（紫金港キャンパス）体育館： バスケットボール
- 杭州体育館： ボクシング
- 中国杭州eスポーツセンター： eスポーツ
- 拱墅運河体育公園
  - 体育館： ブレイキン、卓球
  - 体育場： ホッケー
- 浜江体育館： バドミントン
- 上城スポーツセンタースタジアム： サッカー
- 銭塘ローラースポーツセンター： ローラースポーツ（ローラースケート、スケートボード）
- 杭州電子科技大学体育館： フェンシング
- 浙江工商大学スポーツセンター： ハンドボール
- 蕭山スポーツセンター
  - スタジアム： サッカー
  - 体育館： ウエイトリフティング
- 浙江師範大学（蕭山キャンパス）体育館： ハンドボール
- 蕭山瓜瀝文化体育センター： カバディ、武術太極拳
- 蕭山臨浦体育館： 柔道、柔術、クラッシュ
- 杭州棋院（智力大厦）棋類館： マインドスポーツ（ブリッジ、チェス、囲碁、シャンチー）
- 臨平スポーツセンター
  - 体育館： 空手、バレーボール
  - スタジアム： サッカー
- 杭州師範大学（倉前キャンパス）
  - 体育場： 7人制ラグビー
  - 体育館： バレーボール
- 桐廬馬術センター： 馬術
- 富陽銀湖スポーツセンター： アーチェリー、近代五種、射撃
- 富陽水上スポーツセンター： カヌー（カヌースラローム、カヌースプリント）、ボート競技
- 臨安体育文化会展センター体育館： テコンドー、レスリング
- 淳安界首スポーツセンター
  - マウンテンバイク競技場： マウンテンバイク
  - ロードレース競技場： ロードレース
  - BMX競技場： BMX
  - トライアスロン競技場： トライアスロン
  - 水泳競技場： マラソンスイミング
  - 自転車競技場： トラックレース

### 市外会場

#### 寧波市
- 寧波半辺山ビーチバレーセンター： ビーチバレー
- 寧波象山セーリングセンター： セーリング

#### 温州市
- 温州ドラゴンボートセンター： ドラゴンボート
- 温州スポーツセンタースタジアム： サッカー
- 温州オリンピック・スポーツセンター・スタジアム： サッカー

#### 金華市
- 浙江師範大学東スタジアム： サッカー
- 金華スポーツセンター
  - 体育館： セパタクロー
  - スタジアム： サッカー

#### 紹興市
- 紹興野球ソフトボールスポーツ文化センター： 野球、ソフトボール
- 中国軽紡城スポーツセンター体育館： バレーボール
- 紹興オリンピック・スポーツセンター体育館： バスケットボール
- 紹興柯橋羊山スポーツクライミングセンター： スポーツクライミング

#### 湖州市
- 徳清スポーツセンター体育館： バレーボール
- 徳清地理情報公園バスケットボール場： 3x3バスケットボール

## 参加国・地域
- アフガニスタン (AFG)
- バーレーン (BRN)
- バングラデシュ (BAN)
- ブータン (BHU)
- ブルネイ (BRU)
- カンボジア (CAM)
- 中国 (CHN) (開催国)
- 香港 (HKG)
- インド (IND)
- インドネシア (INA)
- イラン (IRI)
- イラク (IRQ)
- 日本 (JPN)
- ヨルダン (JOR)
- カザフスタン (KAZ)
- クウェート (KUW)
- キルギス (KGZ)
- ラオス (LAO)
- レバノン (LBN)
- マカオ (MAC)
- マレーシア (MAS)
- モルディブ (MDV)
- モンゴル (MGL)
- ミャンマー (MYA)
- ネパール (NEP)
- 北朝鮮 (PRK)
- オマーン (OMA)
- パキスタン (PAK)
- パレスチナ (PLE)
- フィリピン (PHI)
- カタール (QAT)
- サウジアラビア (KSA)
- シンガポール (SGP)
- 韓国 (KOR)
- スリランカ (SRI)
- シリア (SYR)
- チャイニーズタイペイ (TPE)
- タジキスタン (TJK)
- タイ (THA)
- 東ティモール (TLS)
- トルクメニスタン (TKM)
- アラブ首長国連邦 (UAE)
- ウズベキスタン (UZB)
- ベトナム (VIE)
- イエメン (YEM)

## 実施競技
以下の40競技で481種目が行われる。
- 水泳
  - アーティスティックスイミング
  - 飛込
  - マラソンスイミング
  - 競泳(詳細)
  - 水球
- アーチェリー
- 陸上競技(詳細)
- バドミントン(詳細)
- 野球/ソフトボール
  - 野球(詳細)
  - ソフトボール(詳細)
- バスケットボール(詳細)
  - バスケットボール
  - 3x3バスケットボール
- ボクシング
- カヌー
  - カヌースラローム
  - カヌースプリント
- クリケット
- 自転車競技(詳細)
  - BMX
  - マウンテンバイク
  - ロードレース
  - トラックレース
- ダンススポーツ
  - ブレイキン
- ドラゴンボート
- 馬術
- フェンシング
- サッカー(詳細)
- ゴルフ
- 体操(詳細)
  - 体操競技
  - 新体操
  - トランポリン
- ハンドボール(詳細)
- ホッケー
- 柔道(詳細)
- カバディ
- マーシャルアーツ
  - 柔術
  - 空手
  - クラッシュ
- マインドスポーツ
  - ブリッジ
  - チェス
  - eスポーツ
  - 囲碁
  - シャンチー
- 近代五種
- ローラースポーツ
  - ローラースケート
  - スケートボード
- ローイング
- ラグビー
  - 7人制ラグビー
- セーリング
- セパタクロー
- 射撃
  - ライフル射撃
  - クレー射撃
- スポーツクライミング
- スカッシュ
- 卓球(詳細)
- テコンドー
- テニス
  - ソフトテニス
  - テニス
- トライアスロン
- バレーボール(詳細)
  - ビーチバレーボール
  - バレーボール
- ウェイトリフティング
- レスリング(詳細)
- 武術太極拳

## 国・地域別メダル獲得数
*   開催国/地域 (China)
| 順位               | 国/地域              | 金  | 銀  | 銅  | 計    |
| ------------------ | -------------------- | --- | --- | --- | ----- |
| 1                  | 中国*                | 201 | 111 | 71  | 383   |
| 2                  | 日本                 | 52  | 67  | 69  | 188   |
| 3                  | 韓国                 | 42  | 59  | 89  | 190   |
| 4                  | インド               | 28  | 38  | 41  | 107   |
| 5                  | ウズベキスタン       | 22  | 18  | 31  | 71    |
| 6                  | チャイニーズタイペイ | 19  | 20  | 28  | 67    |
| 7                  | イラン               | 13  | 21  | 20  | 54    |
| 8                  | タイ                 | 12  | 14  | 32  | 58    |
| 9                  | バーレーン           | 12  | 3   | 5   | 20    |
| 10                 | 北朝鮮               | 11  | 18  | 10  | 39    |
| 11                 | カザフスタン         | 10  | 22  | 48  | 80    |
| 12                 | 香港                 | 8   | 16  | 29  | 53    |
| 13                 | インドネシア         | 7   | 11  | 18  | 36    |
| 14                 | マレーシア           | 6   | 8   | 18  | 32    |
| 15                 | カタール             | 5   | 6   | 3   | 14    |
| 16                 | アラブ首長国連邦     | 5   | 5   | 10  | 20    |
| 17                 | フィリピン           | 4   | 2   | 12  | 18    |
| 18                 | キルギス             | 4   | 2   | 9   | 15    |
| 19                 | サウジアラビア       | 4   | 2   | 4   | 10    |
| 20                 | シンガポール         | 3   | 6   | 7   | 16    |
| 21                 | ベトナム             | 3   | 5   | 19  | 27    |
| 22                 | モンゴル             | 3   | 5   | 13  | 21    |
| 23                 | クウェート           | 3   | 4   | 4   | 11    |
| 24                 | タジキスタン         | 2   | 1   | 4   | 7     |
| 25                 | マカオ               | 1   | 3   | 2   | 6     |
| 26                 | スリランカ           | 1   | 2   | 2   | 5     |
| 27                 | ミャンマー           | 1   | 0   | 2   | 3     |
| 28                 | ヨルダン             | 0   | 5   | 4   | 9     |
| 29                 | トルクメニスタン     | 0   | 1   | 6   | 7     |
| 30                 | アフガニスタン       | 0   | 1   | 4   | 5     |
| 31                 | パキスタン           | 0   | 1   | 2   | 3     |
| 32                 | オマーン             | 0   | 1   | 1   | 2     |
| 32                 | ネパール             | 0   | 1   | 1   | 2     |
| 32                 | ブルネイ             | 0   | 1   | 1   | 2     |
| 35                 | イラク               | 0   | 0   | 3   | 3     |
| 35                 | ラオス               | 0   | 0   | 3   | 3     |
| 37                 | バングラデシュ       | 0   | 0   | 2   | 2     |
| 38                 | カンボジア           | 0   | 0   | 1   | 1     |
| 38                 | シリア               | 0   | 0   | 1   | 1     |
| 38                 | パレスチナ           | 0   | 0   | 1   | 1     |
| 38                 | レバノン             | 0   | 0   | 1   | 1     |
| 計 (国/地域数: 41) | 計 (国/地域数: 41)   | 482 | 480 | 631 | 1,593 |

## スポンサー
2022年アジア競技大会の公式スポンサーは、現在のところ独占サプライヤーの2層構造になっている。

### 公式プレスティージアス・パートナー
- 吉利汽車
- 中国電信
- 中国移動
- 中国工商銀行
- 長龍航空
- アリババグループ
- アリペイ
- 361度

### 独占サプライヤー
- 老板電器
- モナリザ・グループ（蒙娜丽莎集团）